# 湯川健太
湯川 健太（ゆがわ けんた）は日本の実業家。rakanu株式会社(現：dot LIFE)の創立者、現株式会社コソド 取締役CMO。

## 経歴・人物
長野県出身。横浜市立大学卒業後、マーケティングコンサルティング会社を経て、2012年にrakanu株式会社(現：dot LIFE)を創立。主に事業開発支援やデジタルマーケティング領域の事業に従事。
2016年、同社にて「ペット事業」を立上げ、国内初の犬種特化型メディアを多数展開 （月間1,500万PV・400万人）。ペット市場におけるマーケティング支援実績を国内No.1へ。また、D2C事業（ペット向けフード・サプリ）を展開、ブランド開発からマーケティング実行まで一気通貫で展開（累計1,500万食）
2019年、同社を株式会社VOYAGE GROUP（現株式会社CARTA HOLDINGS）へM&Aにてバイアウトし完全子会社化、代表取締役に就任。
2023年、株式会社コソド取締役CMOに就任。公衆喫煙所の設置や、都心オフィスビル喫煙所サイネージメディア「BREAK」のマーケティング業務に従事。

## 講演・取材・出演

### 主なイベント
- MarkeZine Day 2024 Spring（2024年2月29日）[4]
- マーケティングWEEK（2024年12月12日）[5]
- 宣伝会議マーケティングサミットPREMIUM 2025（2025年3月4日）[6]

### ビジネスメディア
- GMO 起業の窓口マガジン（2025年4月30日）[7]
- AdverTimes.(アドタイ)（2025年3月26日）[8]
- MarkeZine Day 2024 Spring（2024年4月16日）[9]
- 新R25（2024年1月22日、2024年8月1日）[10][11]
- dentsu Transformation SHOWCASE（2022年12月7日）[12]

### TV・ラジオなど
- アンハッピーアワード2024（2024年12月、TBS）[13]
- ななにー 地下ABEMA（2024年12月、ABEMA）[14]
- 宇垣美里のスタートアップニッポン powered by オールナイトニッポン（2025年1月、ニッポン放送）[15]
- 千原ジュニアYouTube（2024年11月30日）

## その他・エピソード
- 容姿がCreepy NutsのR-指定に酷似していることから、佐久間宣行のオールナイトニッポン0(ZERO)にて、オープニングトークのネタになる[16]。